# メラニッペー
ギリシア神話において、メラニッペー（古希: Μελανίππη, Melanippē）は数人の異なった人々をさす。長母音を省略してメラニッペとも表記される。
1. アイオロスの母あるいは恋人。
2. アルタイアーとオイネウスの娘で、メレアグリデスの一人。彼女は、兄弟メレアグロスの死後、アルテミスによってほろほろ鳥に変えられた。
3. アレースの娘で、ヒッポリュテーの妹。ヘーラクレースは彼女を捕らえ、彼女を自由にする代わりにヒッポリュテーの帯を要求した。ヒッポリュテーはこれに応じ、ヘーラクレースはメラニッペーを解放した。